# Pandian
Pandian is een bestuurslaag in het regentschap Sumenep van de provincie Oost-Java, Indonesië. Pandian telt 5325 inwoners (volkstelling 2010).